# Cao Kỳ
Cao Kỳ là một xã thuộc huyện Chợ Mới, tỉnh Bắc Kạn, Việt Nam.

## Địa lý
Xã Cao Kỳ có vị trí địa lý:
- Phía bắc giáp xã Hòa Mục và xã Tân Sơn
- Phía đông giáp huyện Na Rì
- Phía nam giáp xã Yên Cư và xã Nông Hạ
- Phía tây giáp xã Thanh Mai và xã Thanh Vận.

Xã Cao Kỳ có diện tích 60,51 km², dân số năm 2019 là 2.860 người, mật độ dân số đạt 47 người/km².
Cao Kỳ có quốc lộ 3 chạy trên địa bàn và song song với dòng sông Cầu. Các dòng suối nhỏ trên địa bàn gồm có: Khuổi Lò, Khuổi Tàng, Khuổi Thểu,...

## Hành chính
Xã Cao Kỳ gồm 13 thôn: Bản Phố, Hua Phai, Chộc Toòng, Công Tum, Nà Cà 1, Nà Cà 2, Tổng Tàng, Tổng Sâu, Tân Minh, Nà Nguộc, Hành Khiến, Khau Lồm, Phiêng Câm